# Rhinosimus lecontei
Rhinosimus lecontei is een keversoort uit de familie platsnuitkevers (Salpingidae). De wetenschappelijke naam van de soort werd in 1932 gepubliceerd door Kenneth Gloyne Blair.